# 扎斯塔夫齊 (舊西尼亞瓦區)
49°35′8″N 27°37′8″E / 49.58556°N 27.61889°E
扎斯塔夫齊（烏克蘭語：Заставці）是位於烏克蘭西部的村莊，由赫梅利尼茨基州裡赫梅利尼茨基區的舊西尼亞瓦市鎮負責管轄。該村始建於1547年，面積4.71平方公里，海拔高度278米，2001年人口1,234。